# Tetratoma tedaldi
Tetratoma tedaldi es una especie de coleóptero de la familia Tetratomidae.

## Distribución geográfica
Habita en Sicilia (Italia).